# Secret Invasion (série télévisée)
Pour la série de comic books, voir Secret Invasion.
She-Hulk : Avocate Echo
Secret Invasion, ou Invasion secrète au Québec est une mini-série américaine créée par Kyle Bradstreet (en) diffusée depuis le 21 juin 2023 sur Disney+. Elle est basée sur la série de comics du même nom publiée en 2008. Elle fait partie de l'univers cinématographique Marvel et de sa cinquième phase.
Samuel L. Jackson et Ben Mendelsohn reprennent leurs rôles de Nick Fury et Talos, qu'ils tenaient auparavant dans les films de l'univers cinématographique.
La série a divisé les critiques, qui reconnaissent les bonnes performances du casting principal mais sont sévères sur la qualité du scénario, du montage et des effets spéciaux.
Les évènements de la série conduisent directement au film The Marvels, sorti quelques mois plus tard après la diffusion du dernier épisode.

## Synopsis
Nick Fury apprend l'existence d'une invasion clandestine de la Terre par une faction de Skrulls, des extraterrestres métamorphes. Il interrompt alors sa mission spatiale pour rejoindre ses alliés, dont Maria Hill et le Skrull Talos, qui a fait sa vie sur Terre. Ensemble, ils s'engagent dans une course contre la montre pour contrecarrer l'invasion Skrull imminente et sauver l'humanité.

## Distribution
Sauf indication contraire, les informations mentionnées dans cette section peuvent être confirmées par la base de données cinématographiques IMDb,  présente dans la section « Liens externes ».

### Acteurs principaux
Note : Les acteurs ci-dessous sont crédités dans la distribution principale uniquement dans les épisodes où ils apparaissent.
- Samuel L. Jackson (VF : Thierry Desroses ; VQ : Patrick Chouinard) : Nick Fury
- Ben Mendelsohn (VF : Thierry Hancisse ; VQ : Frédéric Desager) : général Talos (5 épisodes)
- Kingsley Ben-Adir (VF : Grégory Lerigab ; VQ : Lucien Bergeron) : Gravik, nouveau leader des Skrulls
- Killian Scott : Pagon
- Samuel Adewunmi (en) : Beto (5 épisodes)
- Richard Dormer (VF et VQ : Boris Rehlinger) : l'agent Prescod (1 épisode)
- Emilia Clarke (VF : Victoria Grosbois ; VQ : Émilie Josset) : G'iah, la fille de Talos
- Olivia Colman (VF : Anne Dolan ; VQ : Manon Leblanc) : l'agent Sonya Falsworth (5 épisodes)
- Don Cheadle (VF : Sidney Kotto ; VQ : François L'Écuyer) : Raava sous l'apparence du colonel James « Rhodey » Rhodes ; le colonel James « Rhodey » Rhodes
- Charlayne Woodard (VF : Daria Levannier ; VQ : Nathalie Cavezzali) : Varra sous l'apparence du Dr Priscilla Davis Fury, la femme de Nick Fury (5 épisodes)
- Christopher McDonald : un Skrull sous l'apparence de Chris Stearns ; Chris Stearns (3 épisodes)
- Katie Finneran : une Skrull sous l'apparence du Dr Rosa Dalton ; Dr Rosa Dalton (5 épisodes)

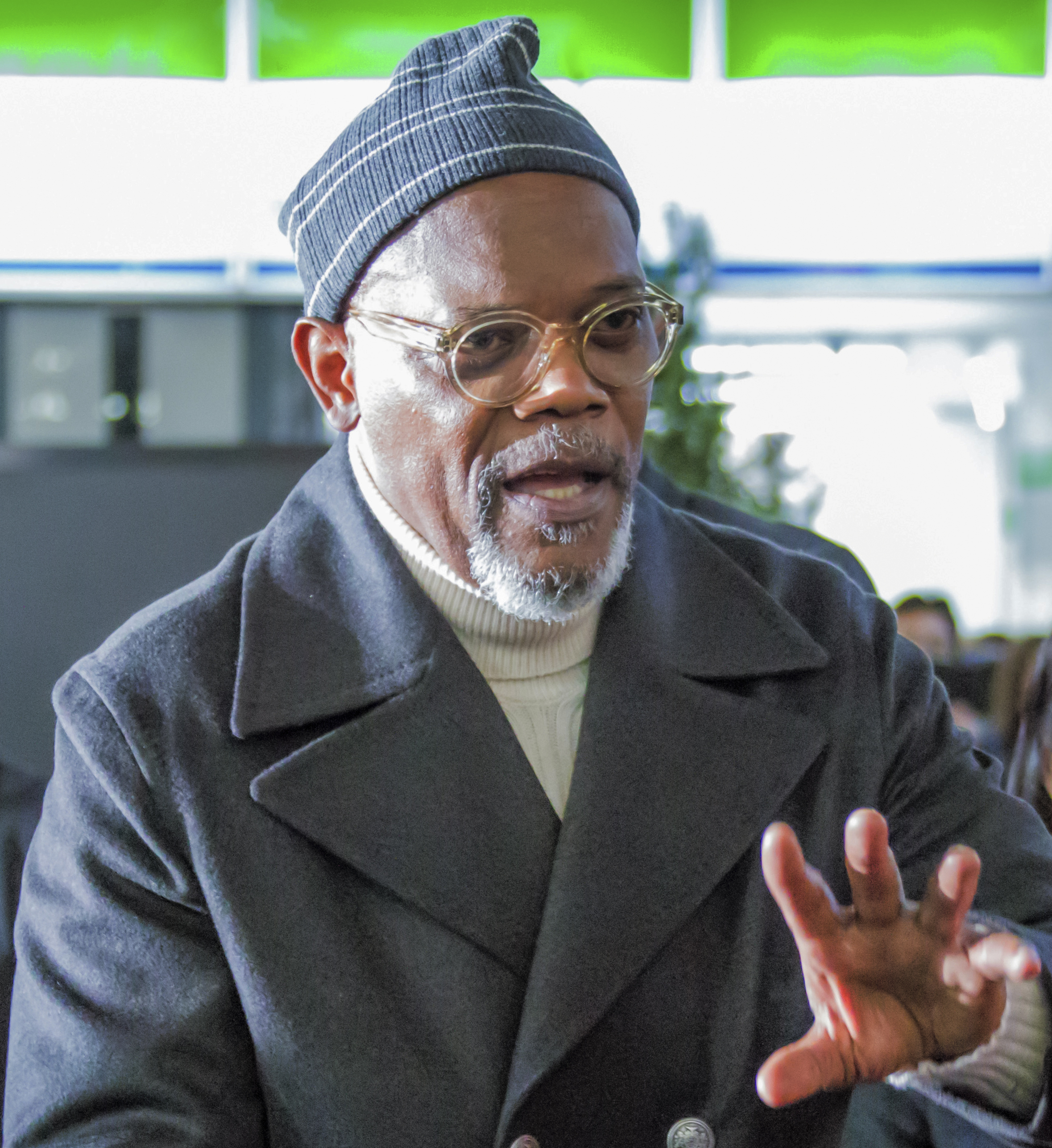
Samuel L. Jackson dans le rôle de Nick Fury
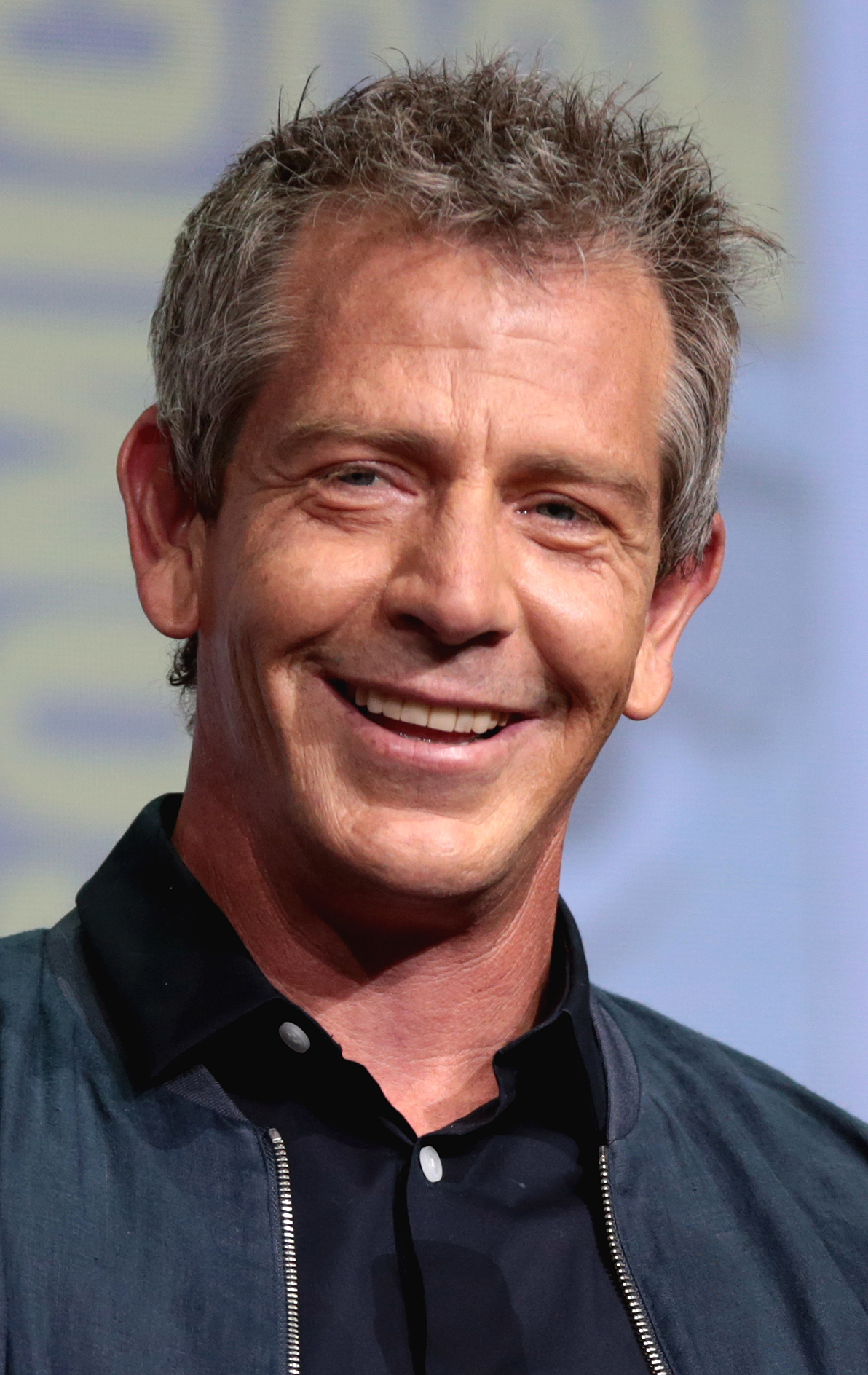
Ben Mendelsohn dans le rôle de Talos
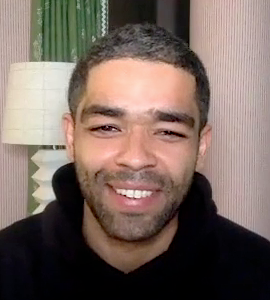
Kingsley Ben-Adir dans le rôle de Gravik
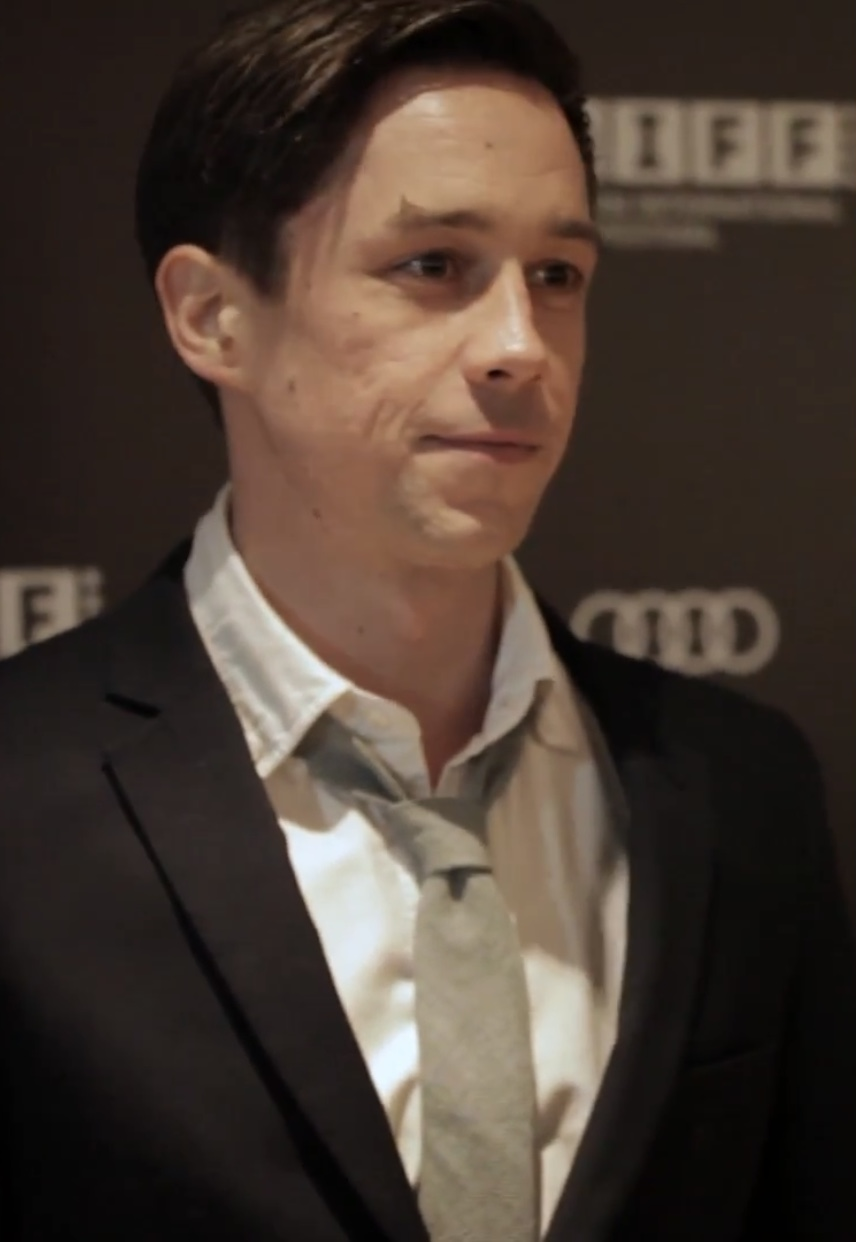
Killian Scott dans le rôle de Pagon
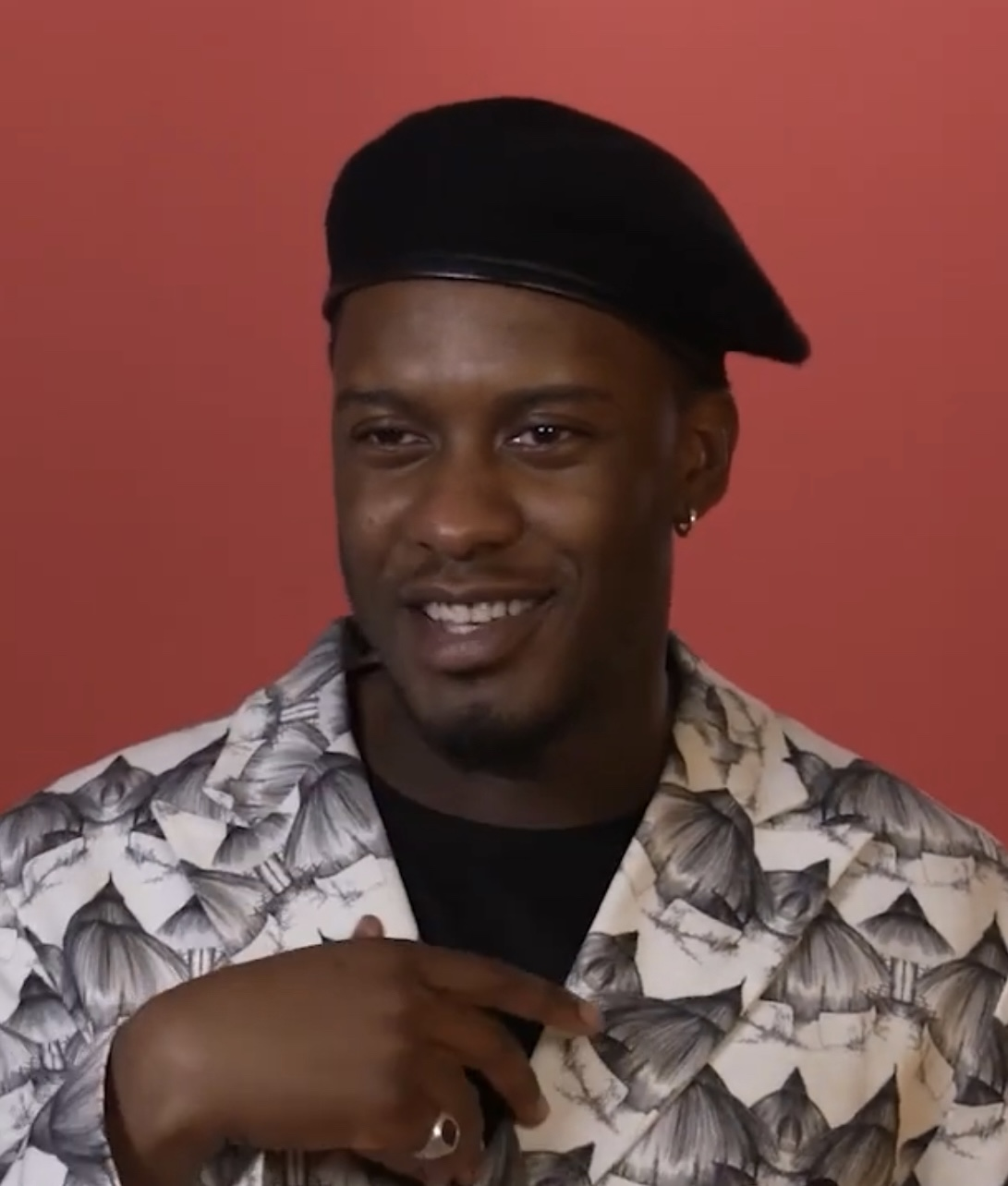
Samuel Adewunmi dans le rôle de Beto
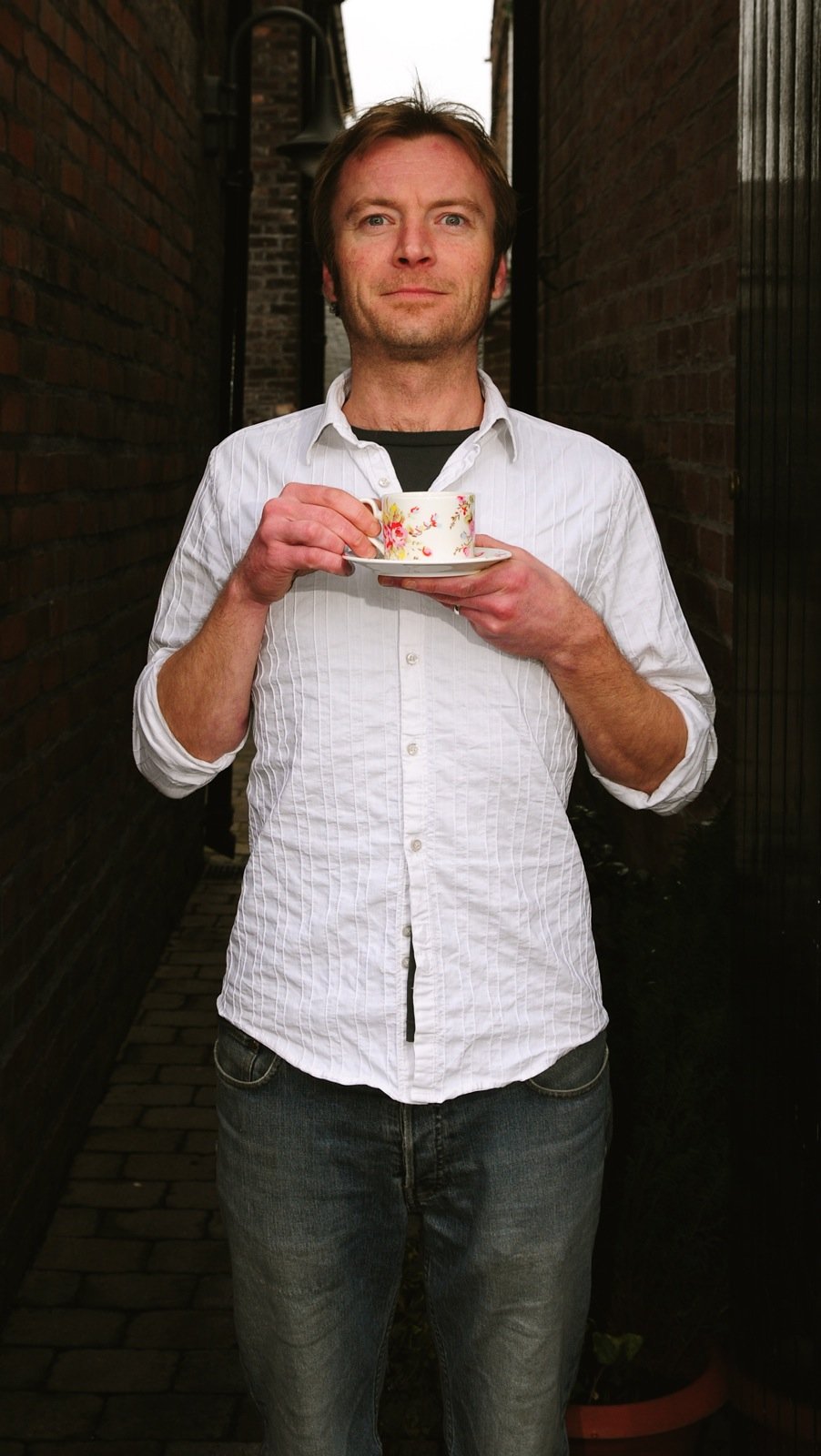
Richard Dormer dans le rôle de l'agent Prescod
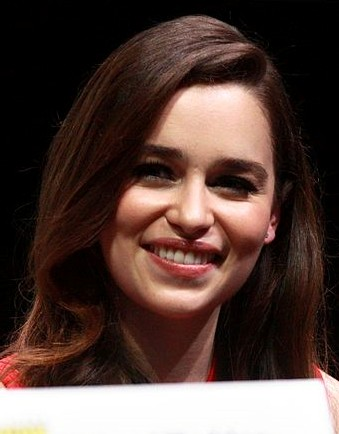
Emilia Clarke dans le rôle de G'iah
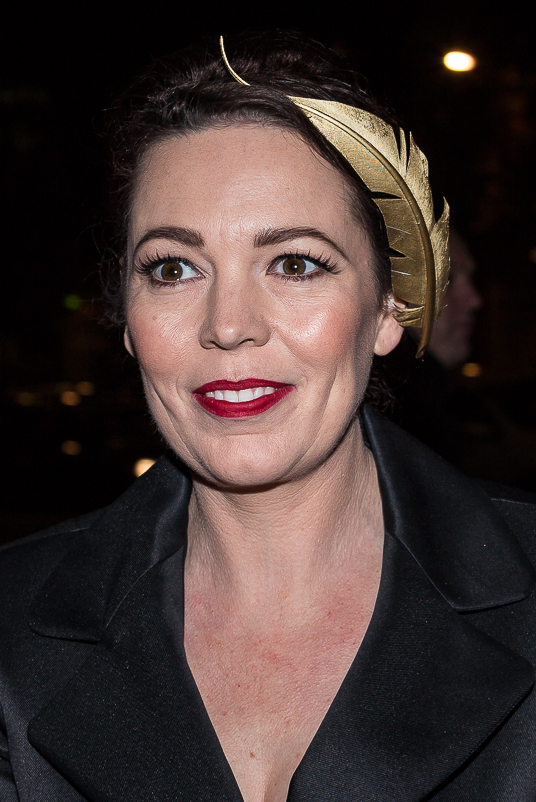
Olivia Colman dans le rôle de Sonya Falsworth
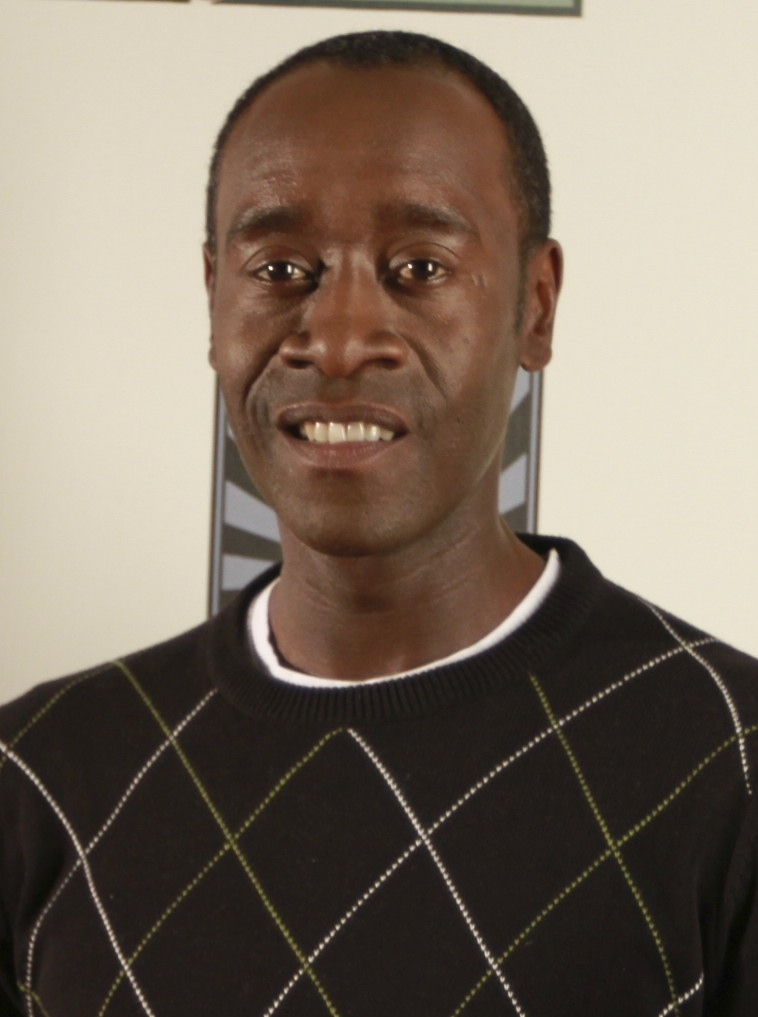
Don Cheadle dans le rôle du colonel James « Rhodey » Rhodes
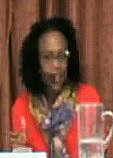
Charlayne Woodard dans le rôle de Varra
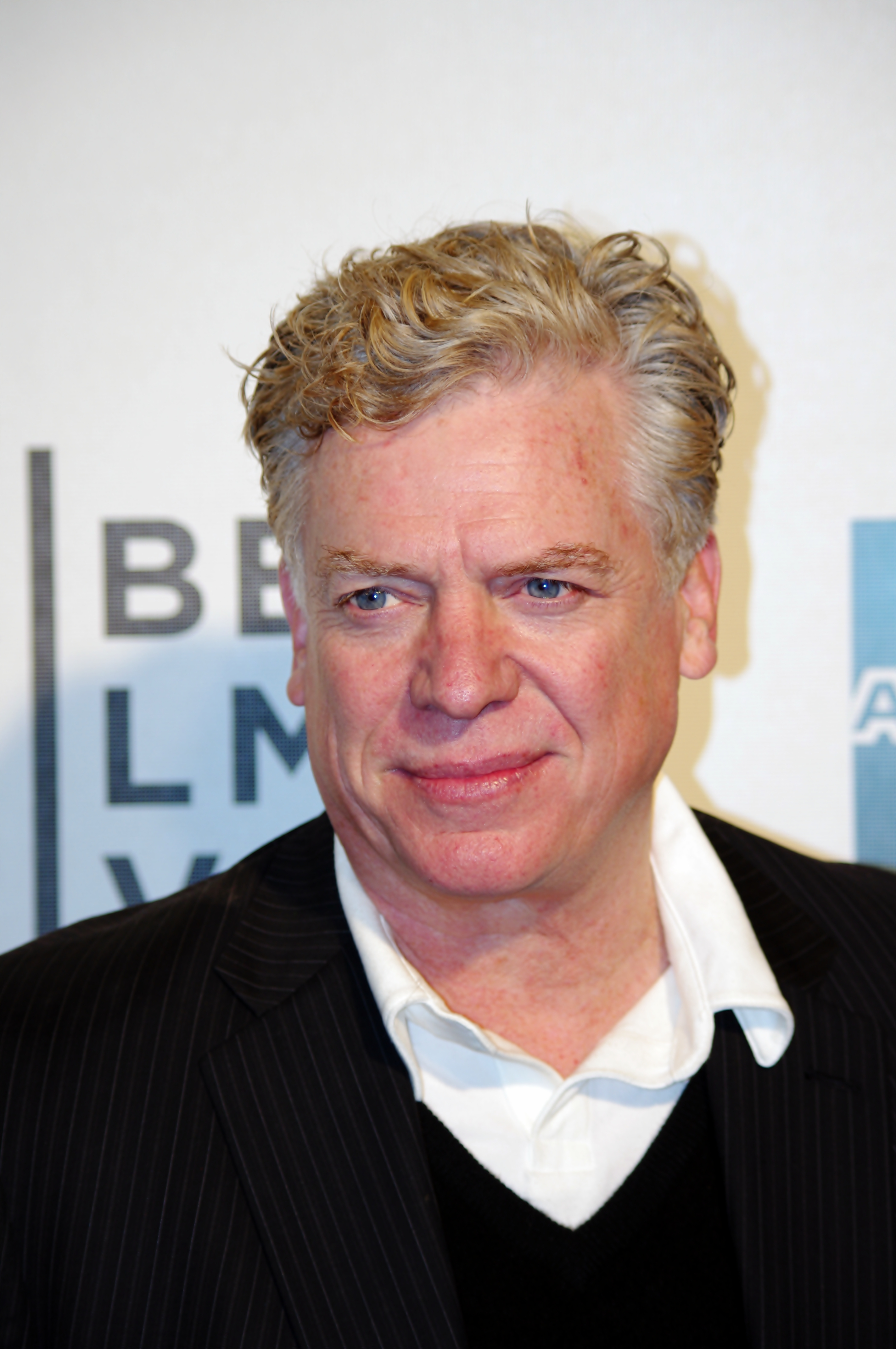
Christopher McDonald dans le rôle de Chris Stearns
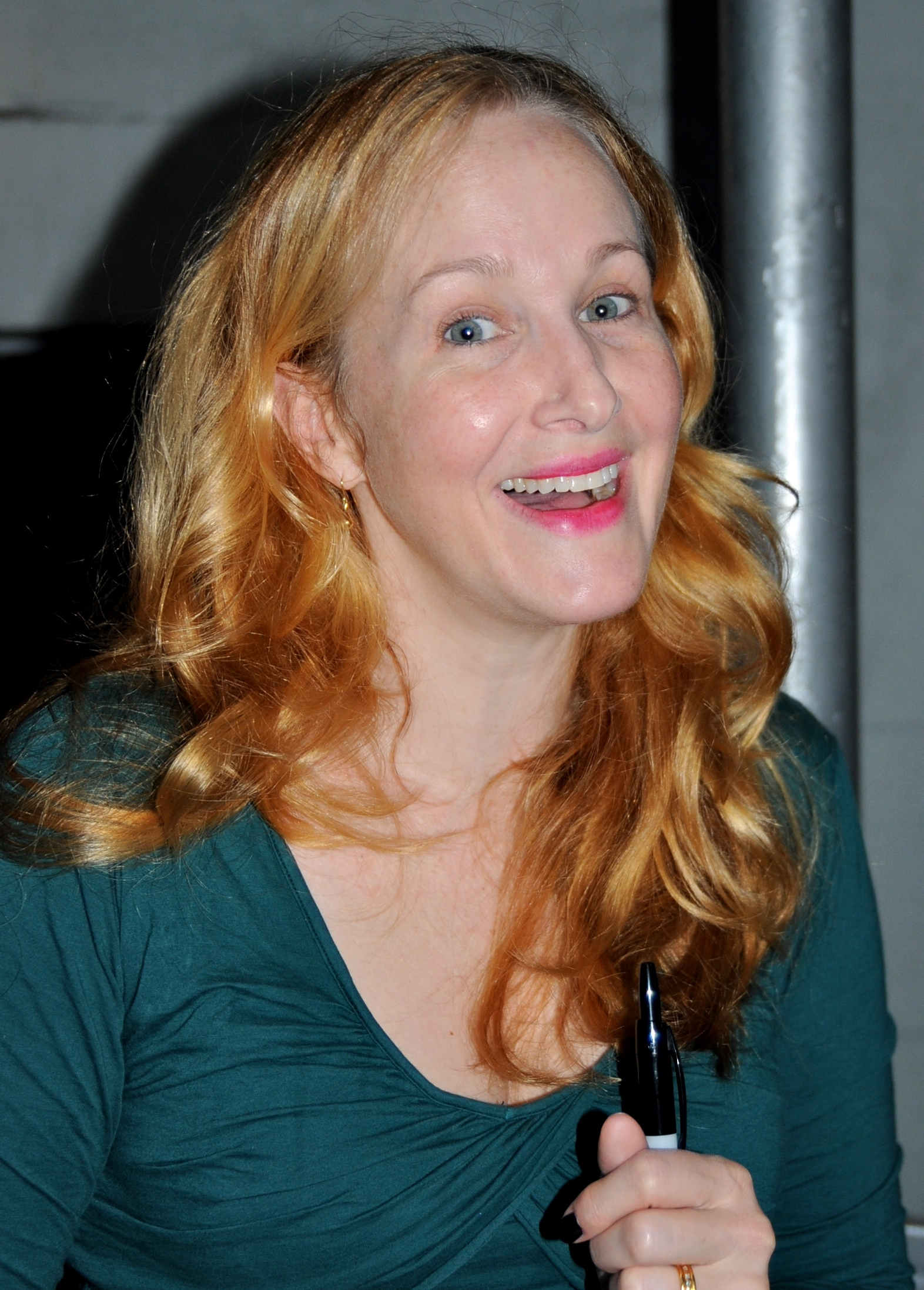
Katie Finneran dans le rôle du Dr Rosa Dalton

### Acteurs récurrents et invités
- Dermot Mulroney (VF : Éric Herson-Macarel) : le président Ritson
- Anna Madeley : une Skrull sous l'apparence de la Première ministre britannique Pamela Lawton ; la Première ministre britannique Pamela Lawton
- Giampiero Judica (VF : Gabriel Le Doze) : un Skrull sous l'apparence du secrétaire général de l'OTAN Sergio Caspani
- Noel Fisher : Elias Snow
- Seeta Indrani (VF : Nathalie Karsenti) : Shirley Sagar

### Invités de l'univers cinématographique Marvel
- Cobie Smulders (VF : Laura Blanc ; VQ : Ariane-Li Simard-Côté) : Maria Hill (épisodes 1 et 2)
- Martin Freeman (VF : Julien Sibre ; VQ : François Sasseville) : un Skrull sous l'apparence d'Everett K. Ross (en) (épisode 1) ; Everett K. Ross (en) (épisode 6)
- O. T. Fagbenle (VF et VQ : Eilias Changuel) : Rick Mason (en) (épisode 5)

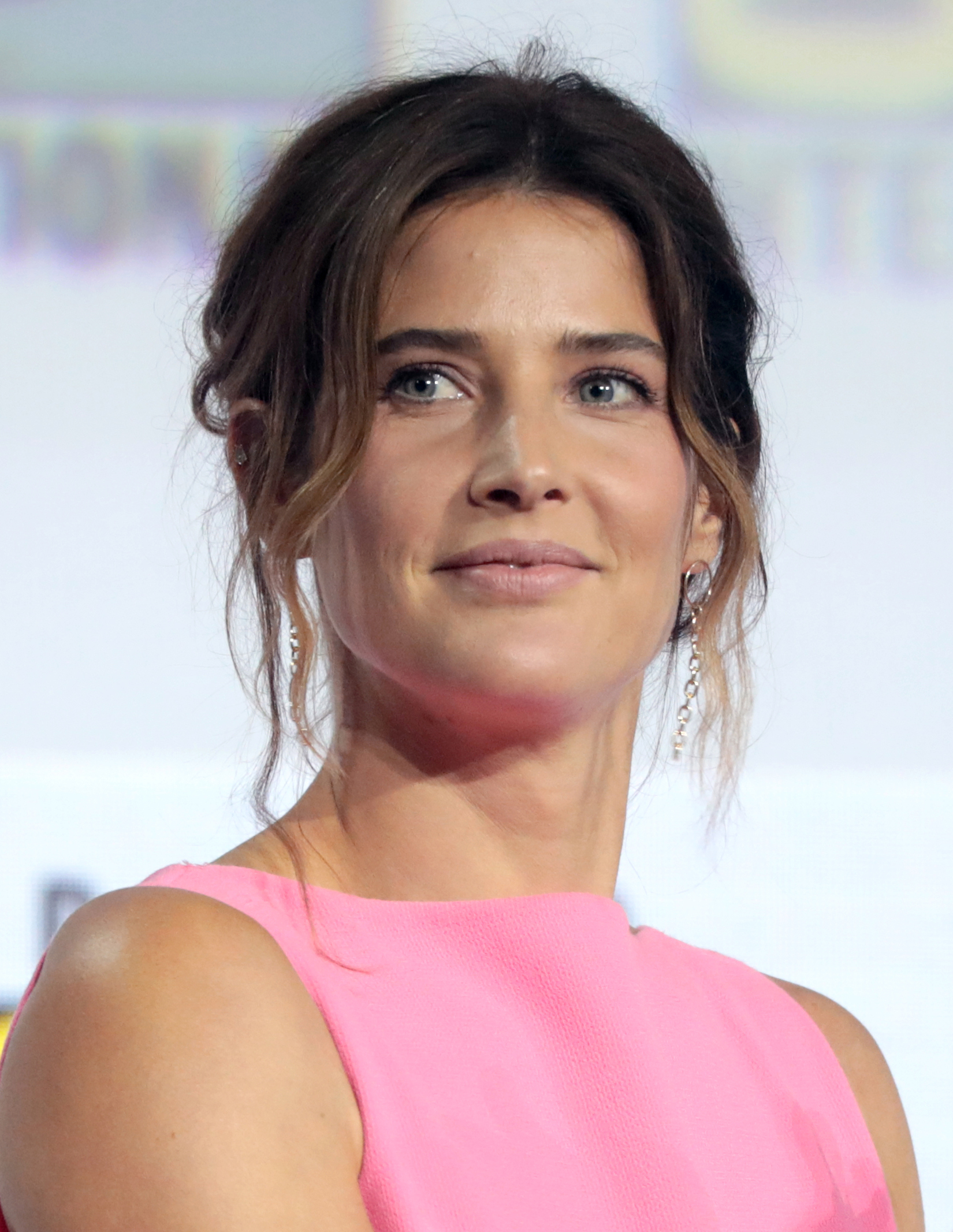
Cobie Smulders dans le rôle de Maria Hill
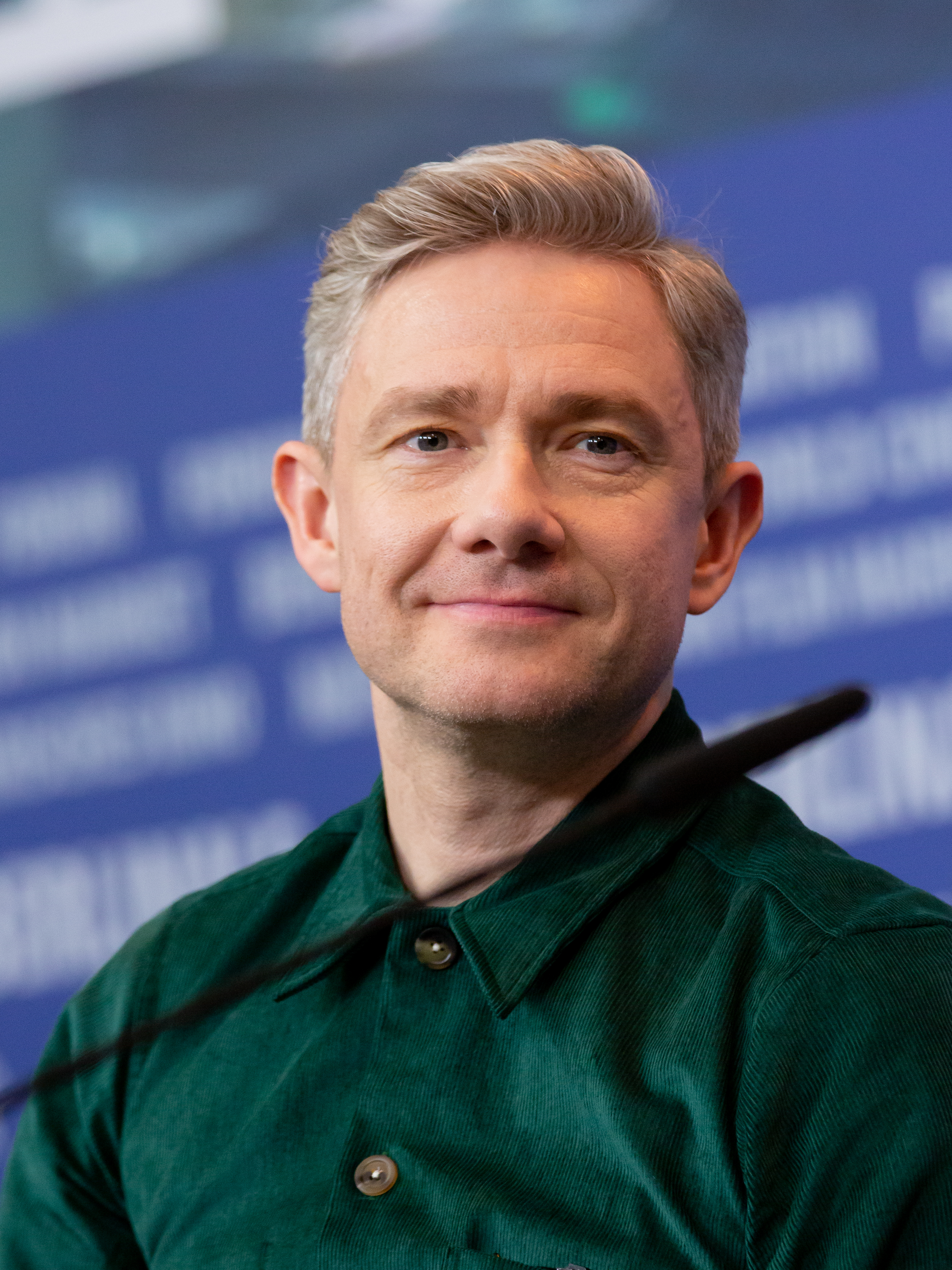
Martin Freeman dans le rôle d'Everett K. Ross (en)
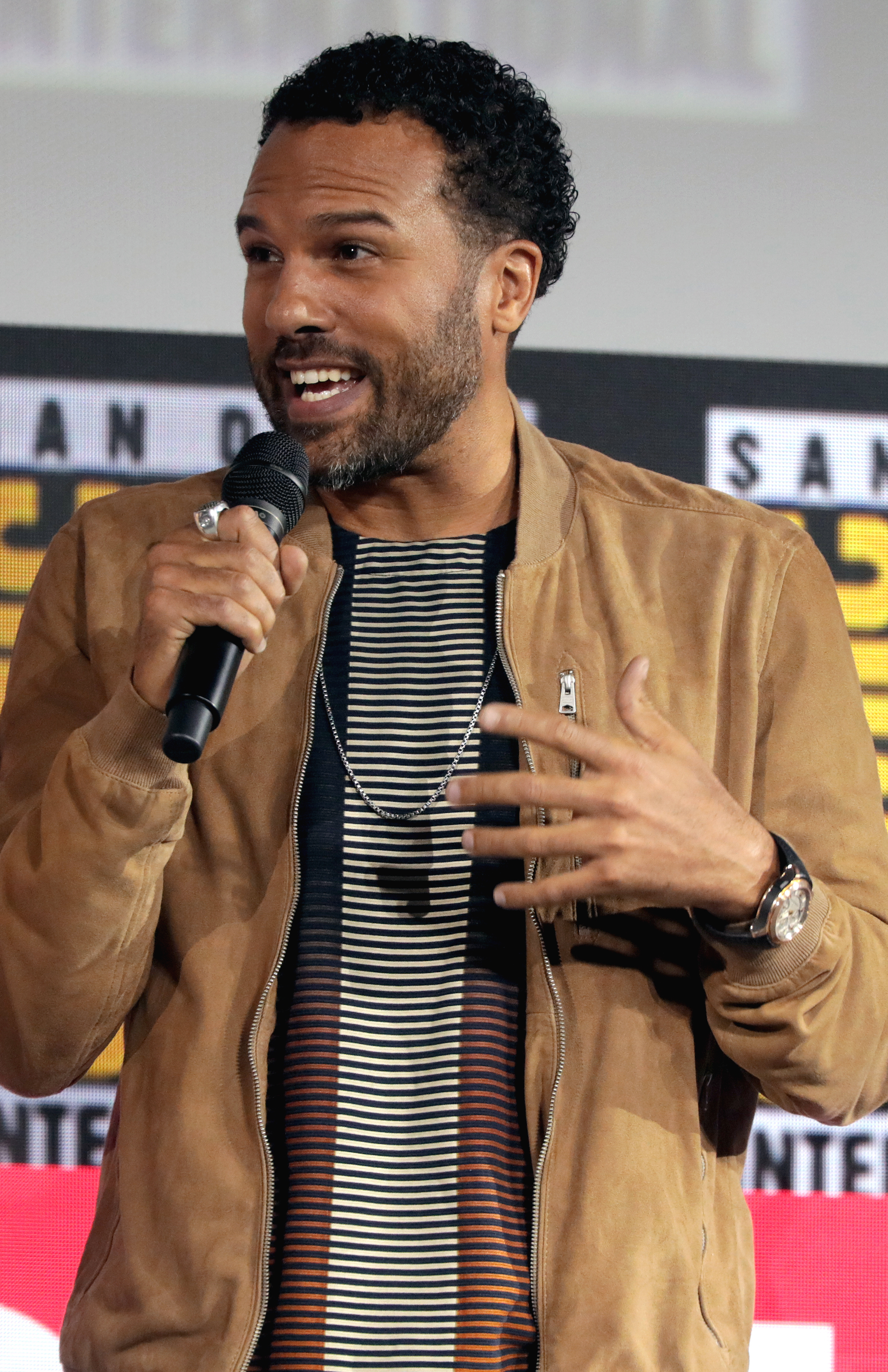
O. T. Fagbenle dans le rôle de Rick Mason (en)

## Production

### Développement
En septembre 2020, il est annoncé que Kyle Bradstreet (en) développe une série pour Disney+ centrée sur Nick Fury. Dès l'annonce de la création de l'univers cinématographique Marvel en septembre 2005, Nick Fury faisait partie des personnages principaux envisagés pour un film. Andrew W. Marlowe est engagé pour écrire un film centré sur Nick Fury en avril 2006. En avril 2019, alors que Samuel L. Jackson a interprété le rôle dans une dizaine de films ainsi que dans quelques épisodes de la série Les Agents du SHIELD, Richard Newby de The Hollywood Reporter remarque qu'il serait temps que le personnage obtienne enfin son propre film car il est selon lui « l'atout le plus puissant entièrement inexploité du MCU à ce jour ». Samuel L. Jackson est ensuite annoncé dans la série développée par Kyle Bradstreet.
En décembre 2020, Kevin Feige — président de Marvel Studios — annonce officiellement que la série s'intitulera Secret Invasion avec le retour de Ben Mendelsohn dans le rôle de Talos, introduit dans Captain Marvel (2019). La série s'inspire de la série de comics du même nom publiée dès 2008. Marvel Studios annonce vouloir développer l'intrigue en série plutôt qu'en film pour apporter un style différent. Thomas Bezucha et Ali Selim sont ensuite annoncés comme réalisateurs.

### Attribution des rôles
Kingsley Ben-Adir est annoncé en mars 2021 dans le rôle de l'antagoniste principal, suivi par Olivia Colman, Emilia Clarke et Killian Scott le mois suivant,,. En mai 2021, Christopher McDonald rejoint la série pour y incarner un personnage inédit et pouvant ensuite apparaitre dans d'autres films ou séries de l'univers. Carmen Ejogo est confirmée en novembre 2021. Il est ensuite annoncé que Cobie Smulders reprendra son rôle de Maria Hill.
En septembre 2021, Chloe Bennet — interprète de Daisy Johnson dans Les Agents du SHIELD — confirme qu'elle ne participe pas à la série, malgré de nombreuses rumeurs mais selon d'autres rumeurs, elle aurait signé un contrat avec Kevin Feige pour revenir prochainement dans l'univers cinématographique Marvel.

### Tournage
Le tournage débute le 1er septembre 2021 à Londres, sous le faux titre Jambalaya. Les prises de vues se déroulent également à Atlanta, Los Angeles, dans les Longcross Studios et en Écosse.

### Bande-annonce
La bande-annonce VO est diffusée sur la chaîne YouTube de Marvel Entertainment le 10 septembre 2022, à la suite de la D23 Expo 2022. Une deuxième bande annonce, diffusée à partir du 2 avril 2023, confirme la diffusion de la série pour juin 2023[réf. nécessaire].

### Générique
La séquence de générique de la mini-série a été créée par Method Studios, déjà derrière les génériques des séries Miss Marvel, Loki et Moon Knight, qui ont utilisé une intelligence artificielle pour créer une séquence animée. Ari Selim justifie ce choix en voulant donner un style d'images autres, en rapport avec la thématique extraterrestre de la série. L'utilisation d'une intelligence artificielle a soulevé des questions, alors que la série est diffusée au moment d'une grève de la Writers Guild of America liée à la crainte du remplacement des équipes artistiques par des intelligences artificielles.

## Épisodes
Constituée de six épisodes, la série est réalisée par Thomas Bezucha et Ali Selim.

### Épisode 1:Retour sur Terre
- Mondial : 21 juin 2023 sur Disney+

### Épisode 2:Coup d’État
- Mondial : 28 juin 2023 sur Disney+

- Histoire : Brant Englestein et Brian Tucker
- Mise en scène : Brian Tucker

En 1997, peu après l'arrivée des premiers réfugiés Skrulls sur Terre, Fury et Talos recrutent plusieurs réfugiés, dont le jeune Gravik, orphelin, comme agents en échange des efforts de Fury pour leur trouver une nouvelle planète.
Dans le temps présent, Talos et Fury fuient Moscou par le train. Talos révèle que pendant l'Éclipse, il a dû amener tous les Skrulls survivants sur Terre ce qui a amené le nombre de réfugiés à un million. Furieux, Fury continue sa route seul et se rend à l'hommage fait à Hill pour s'excuser auprès de sa mère. La réaction internationale après l'attentat de Moscou est immédiate, et les porte-parole des États-Unis et de l'ONU affirment leur crainte d'une guerre. Gravik retrouve le Conseil Skrull (comptant le secrétaire général de l'ONU Sergio Caspani, le journaliste de FXN News Chris Stearns et la Première Ministre britannique Pamela Lawton) et parvient à les convaincre de commencer une nouvelle guerre contre les humains pour conquérir leur planète ; seule la conseillère Shirley Sugar refuse de donner les pleins pouvoirs à Gravik et contacte Talos pour arranger une rencontre entre les deux.

### Épisode 3:Trahison
- Mondial : 5 juillet 2023 sur Disney+

Gravik explique au Conseil skrull qu'il souhaite doter tous les Skrulls de pouvoirs pour mener à bien leur quête d'un foyer et maîtriser la Terre. Il explique qu'il a demandé à certains de ses agents de s'infiltrer à la Royal Navy pour attaquer les Nations Unies et entraîner le chaos. Il s'entretient aussi avec Talos pour trouver un arrangement mais celui-ci le blesse après qu'il a menacé sa fille G'iah.

### Épisode 4:Sacrifices
- Mondial : 12 juillet 2023 sur Disney+

Avant sa tentative d'extraction du camp rebelle, G'iah a utilisé la machine de Gravik pour se donner les pouvoirs d'Extremis. Elle parvient ainsi à guérir du tir de Gravik et retrouve Talos, mais quand il lui explique qu'il compte utiliser une voie diplomatique auprès du président des États-Unis, Ritson, après avoir stoppé l'insurrection, elle part, déçue.
Priscilla retrouve James Rhodes — qui s'avère être en fait une Skrull nommée Raava — qui lui donne l'ordre de tuer Fury, mais ce dernier les écoute en secret. De retour à leur maison londonienne, Fury confronte Priscilla et elle lui explique qu'elle a pris la place de la vraie Priscilla alors qu'elle était mourante et lui a juré de ne jamais lui faire de mal. Fury retrouve Rhodes et prétend vouloir apaiser leur relation pour mieux lui faire boire un traqueur liquide.

### Épisode 5:Révolte
- Mondial : 19 juillet 2023 sur Disney+

À la suite de leur attaque ratée contre Ritson, les rebelles Skrulls commencent à perdre confiance en Gravik pour ne pas avoir tué Fury. Une nouvelle recrue nommée Beto dirige un petit groupe pour organiser une mutinerie, mais Gravik les tue tous. Pendant ce temps, Fury emmène Ritson à l'hôpital et confronte James Rhodes, mais celui-ci révèle qu'il a divulgué les images de la mort de Maria Hill à la presse, plaçant Fury sur une liste de surveillance mondiale.

### Épisode 6:Dernière chance
- Mondial : 26 juillet 2023 sur Disney+

Fury se rend seul vers la Nouvelle Skrullos et infiltre la centrale nucléaire abandonnée pour retrouver Gravik seul. Devant Fury qui met genou à terre à cause de la radioactivité, Gravik explose de rage et laisse aller sa haine envers l'ancien espion, qui s'excuse d'avoir échoué à trouver une nouvelle planète pour les Skrulls et lui offre la Récolte, demandant en échange d'épargner l'humanité et de quitter la Terre avec la promesse de pouvoir conquérir le monde qu'il voudra en toute impunité. Gravik refuse et lance la machine pour s'approprier les pouvoirs contenus dans la Récolte avant de les utiliser pour tuer Fury, mais celui-ci riposte : c'était en réalité G'iah, qui possède désormais les pouvoirs de la Récolte elle aussi. Le combat qui s'ensuit est destructeur et tourne à l'avantage de G'iah. Au même moment, Fury rejoint le président Ritson, manipulé et convaincu par Raava, sous l'apparence de James Rhodes, de lancer une frappe nucléaire sur la Nouvelle Skrullos, mais retenu par Falsworth qui les empêche de fuir. Raava tente de fuir mais est abattu par Fury, et quand la Skrull reprend sa véritable apparence, Ritson annule la frappe, laissant G'iah libérer les prisonniers humains, comme Everett K. Ross et le véritable Rhodes.

## Accueil critique
Sur fond vert : Taux d'approbation par épisode sur Rotten Tomatoes
Le site d'agrégation de critiques Rotten Tomatoes donne un taux d'approbation de 57%, avec une note moyenne de 7/10, basé sur 182 critiques. Metacritic, qui utilise une moyenne pondérée, donne à la série une moyenne de 63/100 basée sur 24 critiques, indiquant un consensus globalement favorable.
La série n'a pas convaincu les critiques : Lucas Jacqui pour le site Ecran Large considère que la série est un gâchis causé par son format de six épisodes de 30 minutes et conclut : « Car en plus d'être un nouveau rendez-vous manqué pour Marvel Studios, le programme est un gâchis de plus pour le MCU. Par-dessus tout, c'est une énième preuve de la "fatigue des super-héros". », et Sam Barsanti pour The AVClub donne la pire note possible, F, pour le dernier épisode, considérant la mini-série comme « dans l'ensemble, une perte de temps, un gâchis de Nick Fury, et un gâchis de bonnes performances de Samuel L. Jackson, Ben Mendelsohn, Emilia Clarke, Cobie Smulders (même si elle est à peine là) et Olivia Colman. Il y avait quelques bonnes scènes d'action, mais l'histoire ne tient juste pas debout. ».